# Pauliska ou la Perversité moderne

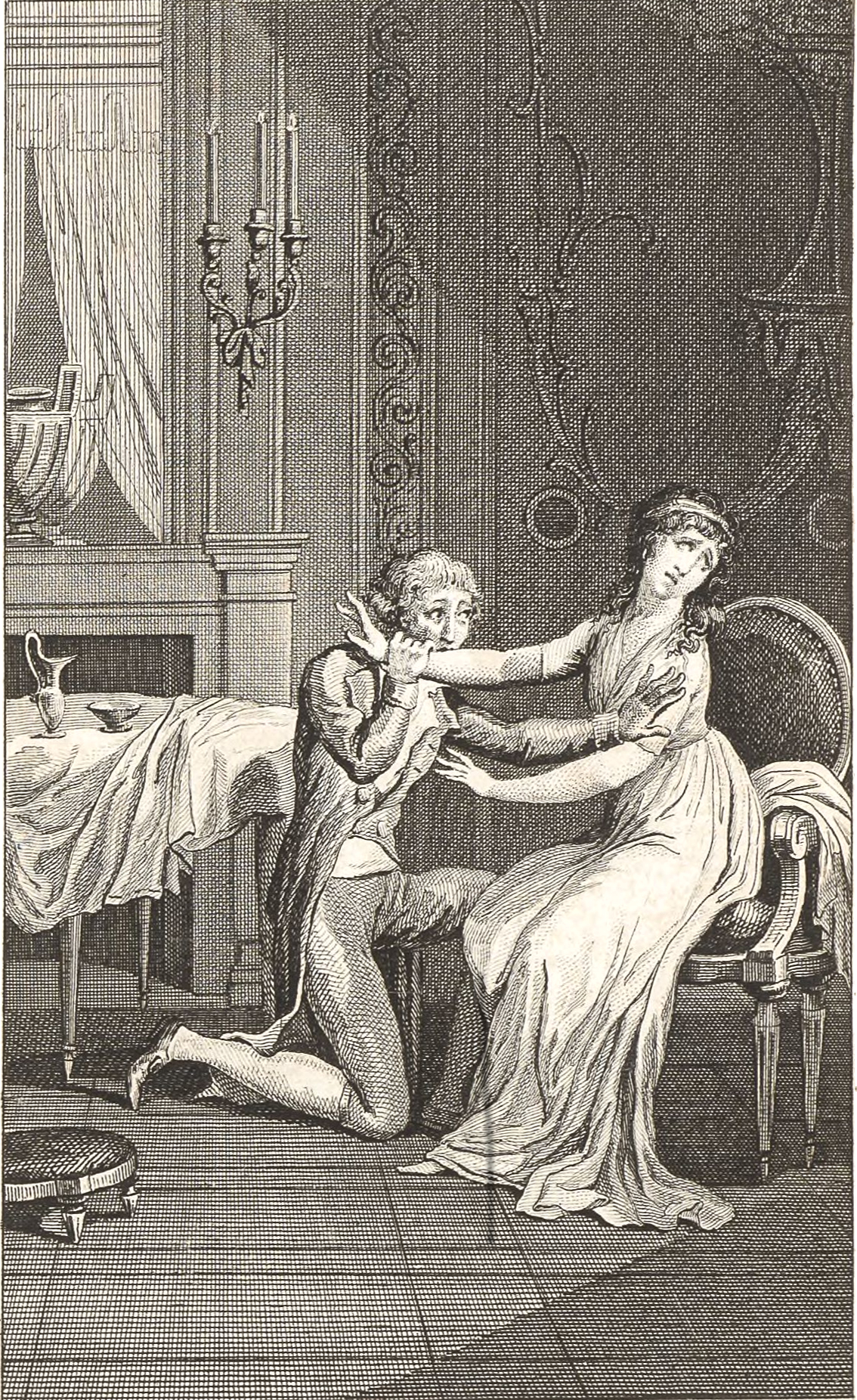
Illustration pour le tome 1 de Pauliska ou la Perversité moderne

Pauliska ou la Perversité moderne, mémoires récents d'une Polonaise est un roman en 2 volumes in-12 publié par Révéroni Saint-Cyr en l'an VI chez Lemierre à Paris.
C'est le plus connu des romans de l'auteur, exemplaire du roman « noir » à tendances sado-masochistes.

## Citation
Dans l'édition de Paris, 1797-1798, on trouve un frontispice représentant un homme agenouillé devant une femme et lui mordant le bras, avec la légende :

« L’amour est une rage ; il peut s’inoculer par la morsure. »

## Édition moderne
- Jacques Antoine Révéroni Saint-Cyr, Pauliska, ou, La perversité moderne, éd. Antoine de Baecque, Paris, Payot & Rivages, 2001.  (ISBN 9782743608743)